# Werner Dollinger

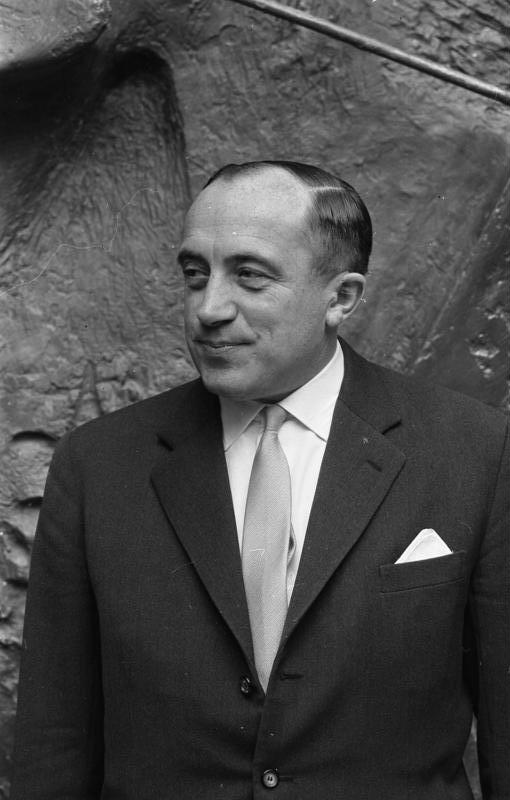
Werner Dollinger, 1963

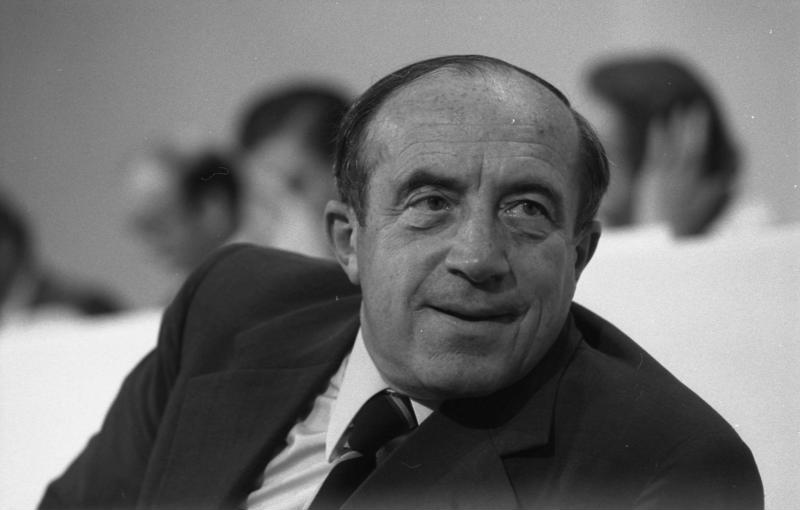
Werner Dollinger als Gast auf dem CDU-Bundesparteitag 1978

Werner Dollinger (* 10. Oktober 1918 in Neustadt an der Aisch; † 3. Januar 2008 ebenda) war ein deutscher Politiker (CSU). Er war von 1962 bis 1966 Bundesschatzminister, 1966 für wenige Wochen Bundesminister für wirtschaftliche Zusammenarbeit, von 1966 bis 1969 Bundesminister für das Post- und Fernmeldewesen und von 1982 bis 1987 Bundesminister für Verkehr.

## Ausbildung und Beruf
Werner Dollinger wurde als Sohn des Kolonialwarenhändlers Richard Dollinger geboren. Nach dem Abitur 1936 studierte Dollinger, der evangelisch-lutherischen Glaubens war, Wirtschafts- und Staatswissenschaften an der Handelshochschule in Nürnberg, der Universität Frankfurt am Main und an der Technischen Hochschule in München. Er beendete sein Studium 1940 als Diplom-Kaufmann und wurde 1942 mit der Arbeit Die Wandlungen und die Strukturveränderungen in Deutschlands Industrie und Handwerk sowie in Handel und Verkehr samt den Ursachen, dargestellt an Hand der Volks-, Berufs- und Betriebszählungen von 1925 und 1933 zum Dr. rer pol. promoviert. Von 1943 bis 1945 nahm er als Soldat am Zweiten Weltkrieg teil.
Nach dem Krieg war Dollinger Mitinhaber und Geschäftsführer der Dampfziegelei „A. Dehn“ in Neustadt an der Aisch, die sein Schwiegervater gegründet hatte. 1948 wurde er Vorsitzender der Industrie- und Handelskammer in Neustadt und 1952 Vorsitzender des Bezirksverbandes Mittelfranken des Bayerischen Tonindustrie-Vereins. 1953 kam noch der stellvertretende Vorsitz der Landesvereinigung des Bayerischen Lebensmittel-Großhandels hinzu. Er gehörte von 1965 bis 1995 der Bayerischen Landessynode und von 1971 bis 1991 der Synode der EKD an.

## Partei

Wahlplakat

1945 gehörte er zu den Mitbegründern der CSU in Neustadt an der Aisch. Von 1951 war er bis zur bayerischen Gebietsreform 1972 dort Kreisvorsitzender und Mitglied des Landesausschusses der Partei. Von 1963 bis 1985 war er Stellvertretender Landesvorsitzender der CSU, dem Vorstand gehörte er insgesamt von 1957 bis 1989 an. Im Bundestagswahlkampf 1980 gehörte Dollinger zur Wahlkampfmannschaft der CDU/CSU, die Kanzlerkandidat Franz Josef Strauß am 6. Juni 1980 in Bonn vorstellte und aus deren Kreis er im Falle eines Wahlsieges die wichtigsten Kabinettsposten besetzen wollte.
Dollinger war von 1974 bis 1993 Landesvorsitzender des Evangelischen Arbeitskreises der CSU und von 1970 bis 1993 Mitglied des EAK-Bundesvorstandes (stellvertretender Bundesvorsitzender des Evangelischen Arbeitskreises von CDU/CSU). Er war Ehrenvorsitzender des „Wirtschaftsbeirates der Union“, dessen Vorsitzender er von 1970 bis 1995 war, und Ehrenvorsitzender des CSU-Kreisverbandes Neustadt an der Aisch–Bad Windsheim.
1973 wurde Dollinger Mitglied der Trilateralen Kommission.

## Abgeordneter

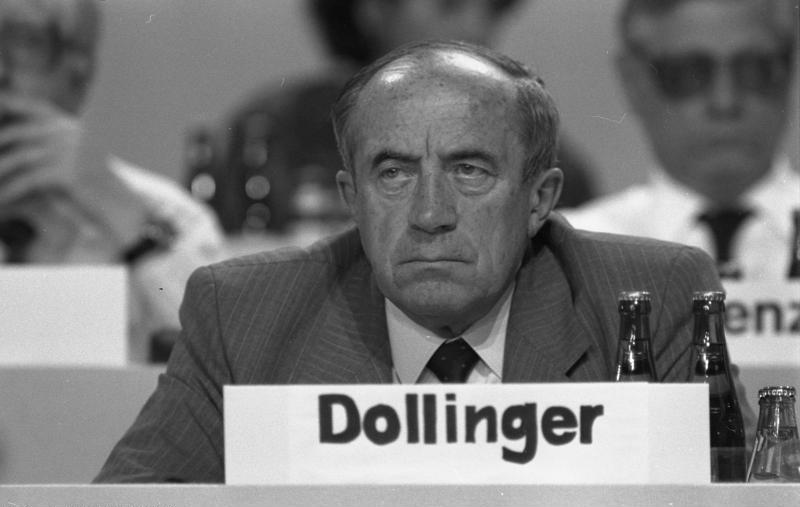
Dollinger auf dem CDU-Bundesparteitag in Mainz 1986

Von 1946 bis 1964 war Dollinger Stadtrat in Neustadt an der Aisch und von 1945 bis 1948 und 1952 bis 1964 auch Kreistagsabgeordneter im Landkreis Neustadt.
Von 1953 bis 1990 war Dollinger Mitglied des Deutschen Bundestages. Hier wurde er sogleich in den Vorstand der CDU/CSU-Bundestagsfraktion gewählt. Seit 1957 war er erst Stellvertretender Vorsitzender und dann von 1961 bis zum 14. Dezember 1962 Vorsitzender der CSU-Landesgruppe, nach der Bildung der sozialliberalen Koalition 1969 bis 1976 wieder deren Stellvertretender Vorsitzender. Außerdem war er von 1957 bis 1961 Vorsitzender des Arbeitskreises für Finanz- und Steuerfragen und von 1976 bis 1980 des Arbeitskreises für Wirtschaft und Ernährung der CDU/CSU-Fraktion.
In der 9. Wahlperiode war er von 1980 bis zum 27. Oktober 1982 Vorsitzender des Bundestagsausschusses für Wirtschaft.
Werner Dollinger war lediglich nach der Bundestagswahl 1972 über die Landesliste Bayern, sonst stets als direkt gewählter Abgeordneter zunächst des Wahlkreises Erlangen und ab 1965 des Wahlkreises Fürth in den Deutschen Bundestag eingezogen.
Von 1956 bis zur Auflösung 1958 war er Mitglied der Gemeinsamen Versammlung der Europäischen Gemeinschaft für Kohle und Stahl (Vorläufer der heutigen EU).

## Öffentliche Ämter
Am 14. Dezember 1962 wurde er im Kabinett von Bundeskanzler Konrad Adenauer zum Bundesschatzminister ernannt. Dieses Amt behielt er auch unter Bundeskanzler Ludwig Erhard. Vom 8. November bis zum 30. November 1966 übernahm er noch für einen Monat als Nachfolger des zurückgetretenen Walter Scheel das Amt des Bundesministers für wirtschaftliche Zusammenarbeit.

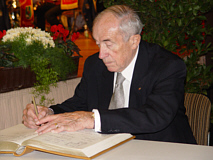
Werner Dollinger (2006)

Im Kabinett der Großen Koalition unter Bundeskanzler Kurt Georg Kiesinger wurde er dann am 1. Dezember 1966 zum Bundesminister für das Post- und Fernmeldewesen ernannt. Nach der Bundestagswahl 1969 und dem damit verbundenen Ende der Großen Koalition schied er am 21. Oktober 1969 aus der Bundesregierung aus.
Nach dem Regierungswechsel im Oktober 1982 wurde er dann am 4. Oktober 1982 als Bundesminister für Verkehr in das Kabinett von Bundeskanzler Helmut Kohl berufen. Nach der Bundestagswahl 1987 schied er am 11. März 1987 endgültig aus der Bundesregierung aus.

## Ehrungen
- 1961: Bayerischer Verdienstorden
- 1969: Großes Verdienstkreuz mit Stern der Bundesrepublik Deutschland
- 1969: Großes Goldenes Ehrenzeichen am Bande für Verdienste um die Republik Österreich[5]
- 1973: Großes Verdienstkreuz mit Stern und Schulterband der Bundesrepublik Deutschland[6]
- 1986: Goldener Dieselring des Verbandes der Motorjournalisten für besondere Verdienste um die Verkehrssicherheit

## Veröffentlichungen
- Selbständiger Unternehmer und politisches Mandat, in: Peter Spary, Dem Mittelstand verpflichtet, Bonn, 1982, Seiten 39–44.
- 50 Jahre CSU im Landkreis Neustadt a.d. Aisch-Bad Windsheim, in: Streiflichter aus der Heimatgeschichte 19, Neustadt an der Aisch 1995, S. 61–78

## Kabinette
- Kabinett Adenauer V
- Kabinett Erhard I – Kabinett Erhard II
- Kabinett Kiesinger
- Kabinett Kohl I – Kabinett Kohl II